# Liparis nephrocardia
Liparis nephrocardia är en orkidéart som beskrevs av Rudolf Schlechter. Liparis nephrocardia ingår i släktet gulyxnen, och familjen orkidéer. Inga underarter finns listade i Catalogue of Life.